# Náilon
O náilon ou nylon é um nome registrado para a poliamida, sintetizado pelo químico americano Wallace Hume Carothers em 1935. Foi a primeira fibra têxtil sintética produzida. Dos fios desse polímero fabricam-se o velcro e os tecidos usados em meias femininas, roupas íntimas, maiôs, biquínis, bermudas, shorts e outras roupas desportivas. O náilon foi desenvolvido e patenteado pela DuPont.

## História

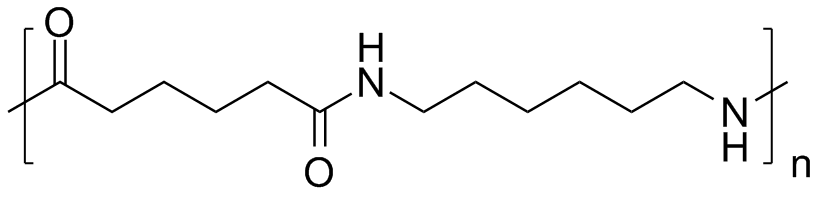
Monômero do náilon 6,6, primeiro a ser produzido

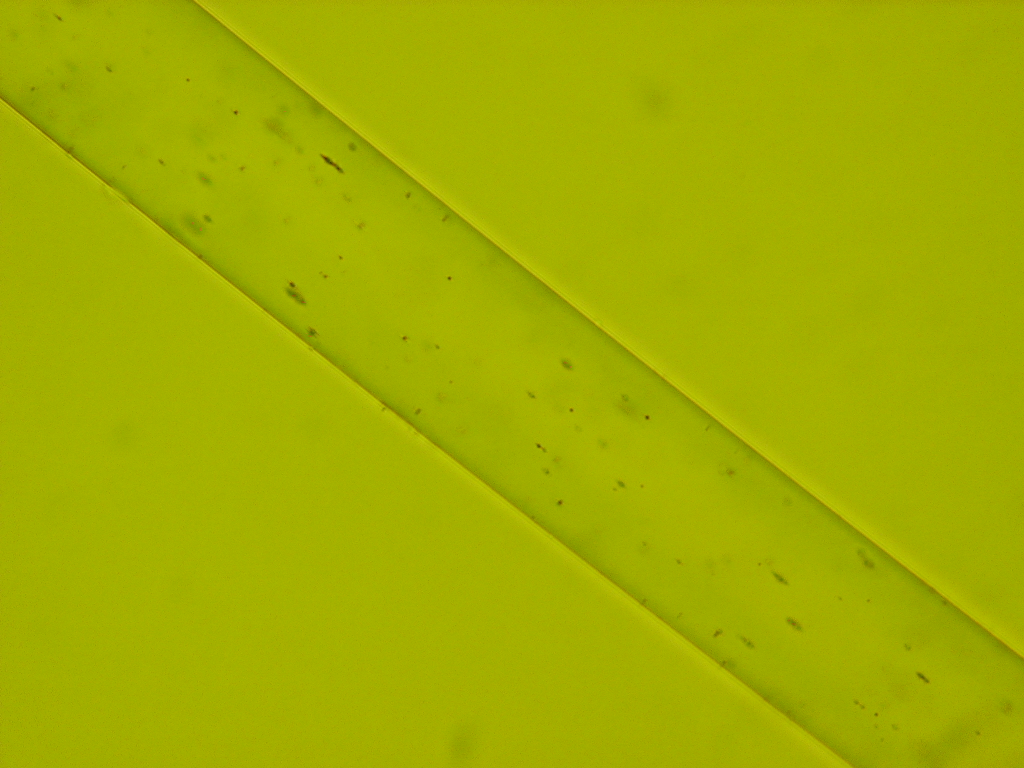
Nylon 40 vezes ampliado

### DuPont e a invenção do Nylon
A DuPont, fundada em 1802 por Éleuthère Irénée du Pont, começou seus serviços com produção de pólvora. A empresa passa pelo processo de aquisição da maior produtora de Nitrocelulose evoluindo para tintas à base de Celulose até a 1ª Guerra Mundial, quando a empresa começa a atuar na produção de amônias sintéticas e outros compostos Químicos. Após anos de experimentos com fibras à base de Celulose a Dupont foi capaz de desenvolver a primeira fibra sintética, conhecida como rayon.

### Wallace Carothers, químico pioneiro
Em 1927, Dr. Wallace Hume Carothers sai da Harvard para trabalhar na Dupont na área de pesquisa e desenvolvimento, com foco em estudo de polímeros. Ao longo de 7 anos de pesquisas, Carothers e seus colegas criaram os primeiros poliésteres e poliamidas descobrindo o Cold-drawing phenomenos, avanços que foram fundamentais para que em 1935, o Nylon 66 fosse desenvolvido, patenteada apenas em 1938 e sendo apresentada na New York World Fair no mesmo ano, como a primeira fibra sintética, mais resistente que o aço, mais fina que uma teia de aranha e mais elástica do qualquer fibra natural.

### Etimologia
A versão oficial contada pela Dupont diz que em 1938, uma lista com possíveis 400 nomes foi avaliada por um comitê e nenhum dos nomes na lista foi aprovado. Então, o Dr. E. K. Gladding, um do membros deste comitê, teria sugerido o nome ‘Noron’ visando o mercado de ações. Glandding corrigiu sua sugestão para ‘Nuron’ e após uma discussão sobre a possível pronúncia e algumas adaptações chegaram ao consenso de Nylon (Nylon).
Várias são as histórias que explicam a etimologia dessa palavra através de acrônimos/abreviações que eram tendência da época, muitas vezes atuando de forma sarcástica.. A mais famosa (ainda que não seja provada) conta que ele é assim chamado, pois a fábrica que inicialmente o produziu tinha sede tanto em Nova Iorque, nos EUA, quanto em Londres, na Inglaterra. Os criadores dessa fibra, diante da necessidade de dar-lhe um nome, decidiram juntar as iniciais de New York, com as três primeiras letras de London, dando origem à palavra náilon. Outra possível explicação para o termo seria a de que durante a 2ª Guerra Mundial os EUA usaram o tecido nos paraquedas. Nylon seria então uma abreviação de "Now you've lost, Old Nippon" (Agora você perdeu, velho Nipão).

### Venda de ações e 2ª Guerra Mundial
Inicialmente a ideia foi vendida para investidores como um material para produção das mais confortáveis meia calças femininas, porém, o primeiro produto fabricado com o uso deste novo material foram escovas de dentes ainda em 1938. Em 1939 ações voltadas ao Nylon começaram a ser vendidas e apenas em 1940 as meias calças começaram a ser produzidas sendo o seu lançamento um sucesso imediato de vendas até 1941 quando o Estados Unidos entram na 2ª Guerra Mundial.
Durante a guerra, os Estados Unidos trouxeram para a campanha toda ajuda possível, incluindo a produção de náilon, que foi única e exclusivamente utilizado na fabricação e evolução dos mais diversos equipamentos de guerra como paraquedas, tendas de acampamento e cordas. Durante a guerra foram produzidas 13 kton de náilon por ano sendo que do final da guerra em 1945 até 1949, a produção do material voltou a ser utilizada no mercado e chegou à produção de 25 kton do material por ano.

## Produção
O náilon é um dos muitos nomes correntes das fibras artificiais mais comuns.
O náilon é obtido em diferentes combinações de diaminas com ácidos dicarboxílicos, sendo comuns a reação de hexametilenodiamina com o ácido adípico ou com o cloreto de adipoíla, para o náilon "6,6" (estes números referem-se ao número de carbonos de cada um de seus constituintes, e com o ácido sebácico ou o dicloreto de ácido sebácico, alternativamente para obter o náilon "6,10", entre outras variações).
A reação geral é:
É possível observar que tanto o ácido como a amina são constituídas por 6 Carbonos cada sendo que sua reação gera um produto com uma longa cadeia carbônica com 12 Carbonos. Para que a fibra seja elástica e resistente, é necessário que o produto seja fundido em altas temperaturas e a longa cadeia carbônica do Nylon permite este alto ponto de fusão do material.
No Brasil, o náilon é produzido em grande escala pela Rhodia sendo vendido em estado líquido com o nome de Sal N.

### Processo de injeção das Poliamidas
A secagem das Poliamidas antes da injeção do material é feita a fim de evitar o aparecimento de manchas nas peças, diferenças de viscosidade do polímero fundido e outros problemas típicos apresentados por materiais úmidos, principalmente no caso de materiais reciclado.
A secagem pode ser realizada por meio de estufas de bandeja, secadores de ar circulante, funis secadores ou desumidificadores sendo recomendado para o PA 6 e o PA6.6 um período de até 4 horas a 80 °C. O processo de secagem com tempo e temperaturas superiores ao recomendado pode causar no amarelamento do polímero.
Na maioria dos processos, após a injeção do material as peças são mergulhadas em água para que essa atua como plastificante do polímero, separando as cadeias moleculares e diminuindo a cristalinidade e a temperatura de transição vítrea (Tg) de um valor da ordem de 50 °C para 0 °C, fazendo com que uma peça rígida e frágil possa se tornar tenaz e resistente ao impacto após esta hidratação.

## Características

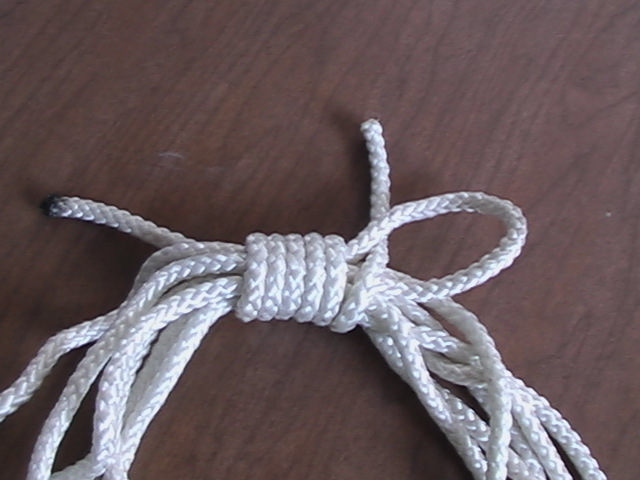
Corda de náilon

O náilon consiste, também, no mais conhecido representante de uma categoria de materiais chamados poliamidas, que apresentam ótima resistência ao desgaste e ao tracionamento. Esta última propriedade é facilmente percebida quando tentamos arrebentar com as mãos uma linha de pesca fabricada com náilon.
O náilon e as demais poliamidas podem também ser moldados sob outras formas, além de fios, possibilitando a confecção de objetos como parafusos, engrenagens e pulseiras para relógios.
O náilon também é muito utilizado para realização de suturas em ferimentos, uma vez que é um material inerte ao organismo e não apresenta reação inflamatória como outros fios de sutura (ex.: vicryl, catgut, seda, algodão).
Este fio pode ser tão resistente quanto o fio que forma a teia da aranha. Isto se deve a uma certa semelhança química entre o que seja o náilon e as proteínas. Os polímeros que genericamente são chamados de náilon são resultado da polimerização de ácidos dicarboxílicos alternadamente com diaminas, enquanto as proteínas são polímeros de aminoácidos.
Nylon:
…-NH-[CH2]n-NH-CO-[CH2]n-CO-NH-[CH2]n-NH-CO-[CH2]n-CO-NH-[CH2]n-NH-…
Proteínas, em comparação:
…-NH-R-CO-NH-R'-CO-NH-R-CO-NH-R'-CO-NH-R4'-CO-…

### Principais características do Nylon 6 e 6/6
| Propriedades                                   | Norma       | Unidade | Nylon 6 | Nylon 6/6 |
| Resistência à tração na ruptura                | ASTM D 638  | MPa     | 50      | 70        |
| Temperatura Mínima uso Contínuo                | -           | °C      | -40     | -30       |
| Temperatura Máxima uso Contínuo                | -           | °C      | 100     | 110       |
| Ponto de Fusão                                 | DIN 53736   | °C      | 220     | 245       |
| Alongamento na ruptura                         | ASTM D 638  | %       | 100-300 | 60-300    |
| Resistência à flexão                           | ASTM D 790  | MPa     | 100     | 100       |
| Módulo de flexão                               | ASTM D 790  | GPa     | 2       | 2,1       |
| Resistência ao impacto Izod com entalhe: 23°C  | ASTM D 256  | J/m     | 55      | 130       |
| Resistência ao impacto Izod com entalhe: -40°C | ASTM D 256  | J/m     | 21      | 30        |
| Dureza Rockwell                                | ASTM D 785  | R       | 120     | 100       |
| Densidade                                      | ASTM D 792  | g/cm3   | 1,14    | 1,14      |
| Absorção de Umidade                            | ASTM D 570  | %       | 1,6     | 1,3       |
| Temperatura de amolecimento Vicat B/120        | ASTM D 1525 | °C      | 206     | 252       |
| Temperatura de deflexão térmica: 1,82 MPa      | ASTM D 648  | °C      | 65      | 90        |
| Temperatura de deflexão térmica: 0,45 MPa      | ASTM D 648  | °C      | 180     | 235       |
| Flamabilidade: 1,6 mm                          | UL 94       | –       | V-2     | V-2       |
| Contração de moldagem                          | ASTM D1299  | %       | 1,2     | 1,5       |
| Calor Específico                               | -           |         | 1,7     | 1,7       |
| Rigidez dielétrica                             | ASTM D 149  | kV/mm   | 19      | 24        |
| Constante dielétrica                           | ASTM D 150  | –       | 5       | 5         |

O náilon não é tão inflamável quanto o algodão ou rayon, demorando mais tempo para inflamar porém o material sintético pode facilmente derreter em temperaturas elevadas e grudar na pele.

### Comparativo de propriedades físicas em diferentes tipos de Poliamidas
| Tipo de Poliamida | Temperatura de fusão (°C) | Umidade de equilíbrio % |
| 6,6               | 265                       | 8                       |
| 6                 | 225                       | 11                      |
| 6,1               | 215                       | 4                       |
| 11                | 160                       | 2                       |

Os grupos de Amida polares (CONH) influenciam diretamente nas propriedades das poliamidas sendo que quanto mais curta a distância entre esses grupos, melhores são suas propriedades mecânicas e térmicas. Porém, a resistência a absorção de água diminui devido ao maior número de ponte de hidrogênio sendo por isso, o PA6 e o PA6.6 são mais utilizadas na injeção de peças de engenharia por possuírem maiores valores de absorção de água do que quando comparado ao PA6.10 e PA6.11.

## Aplicações

### Fibras de Nylon
O material foi inicialmente idealizado para substituir tecidos sendo que as vendas de meia-calças foram um enorme sucesso em seu lançamento. Após o começo da segunda guerra, o náilon foi utilizado para a substituição da seda e cânhamo asiáticos que eram até então utilizados em equipamentos militares, como pneus, cordas e tendas. Após a guerra, com a falta de seda e náilon devido às restrições do uso do material impostas pelo governos, alguns paraquedas de guerra foram utilizados para fabricação de vestidos.
Até a guerra, 80% das fibras produzidas eram derivadas do algodão e a lã era responsável pelo restante. após 1945, fibras sintéticas ocuparam 25% do mercado assumindo o lugar do algodão. Atualmente, PA 6 e PA66 formam fibras que são utilizadas em inúmeras aplicações incluindo a fabricação de carpetes.

### Moldes de Nylon
Nylon é amplamente utilizado na indústria de automóveis devido a sua maior resistência à temperatura, baixa densidade e mais baixo custo de fabricação, principalmente utilizado para o compartimento do motor.
Moldes de náilon são utilizados nas mais diversas aplicações, desde escovas de cabelos até partes mecânicas como parafusos de peças e engrenagens principalmente devido a sua maior durabilidade e resistência, assim como sua maior facilidade em manutenção e baixa densidade.
Nylon é um material que atualmente é bastante utilizado para a aplicação em impressoras 3D e é muitas vezes misturados com outras outras fibras como a de carbono ou de vidro para criar um composto que seja melhor isolante térmico ou mais resistente.
Moldes são usados para fazer a coronha de armas como a Remington Nylon 66 e atualmente utilizada para a fabricação da armação da pistola Glock.

### Resinas de náilon
As resinas de náilon são utilizadas em filmes de embalagem de alimentos devido a sua maior resistência, elasticidade e impermeabilidade tanto para líquidos e gases. Nylon tem sido utilizado para embalar carnes e outros alimentos perecíveis e até mesmo, devido a maior resistência à altas temperaturas, o material vem sido utilizado para fabricação de embalagens que podem ser utilizadas para cozinhar alimentos na água ou até em fornos.

### Nylon na música
Os primeiros instrumentos de corda eram produzidos com Catgut, uma fibra natural de grande elasticidade e tenacidade que é produzida a partir do revestimento intestinal de animais como, bois, ovelhas e porcos.
Durante a Segunda Guerra Mundial houve uma alta demanda por suturas cirúrgicas feitas de intestino e, como conseqüência, houve uma escassez de cordas de guitarra feitas a partir deste material.
Durante uma turnê de shows nos Estados Unidos, Andrés Segovia teve dificuldades de encontrar cordas Pirastro que eram feitas de Catgut. Durante uma festa com diplomatas estrangeiros, Andrés comentou sobre seu problema e após a festa um dos convidados, General Lindeman da embaixada britânica, pegou com a família DuPont algumas cordas de Nylon e deu de presente para o Maestro e descobriu-se que as cordas eram perfeitamente adequadas sendo que elas produzem um som mais alto, têm um tom mais consistente e mantêm a afinação mais precisa do que as cordas do intestino.
Albert Augustine foi o primeiro a usar cordas de Nylon em violões. Durante a guerra, Augustine teve problemas em encontrar fornecedor do material, comprando sobra de equipamentos da guerra com a intenção de reutilizá-los. Eventualmente, Augustine se encontrou com representantes da DuPont para auxiliá-lo na fabricação dos instrumentos. 1948 Augustine começa a produzir comercialmente as primeiras cordas de Nylon.

## Nylon e o meio ambiente

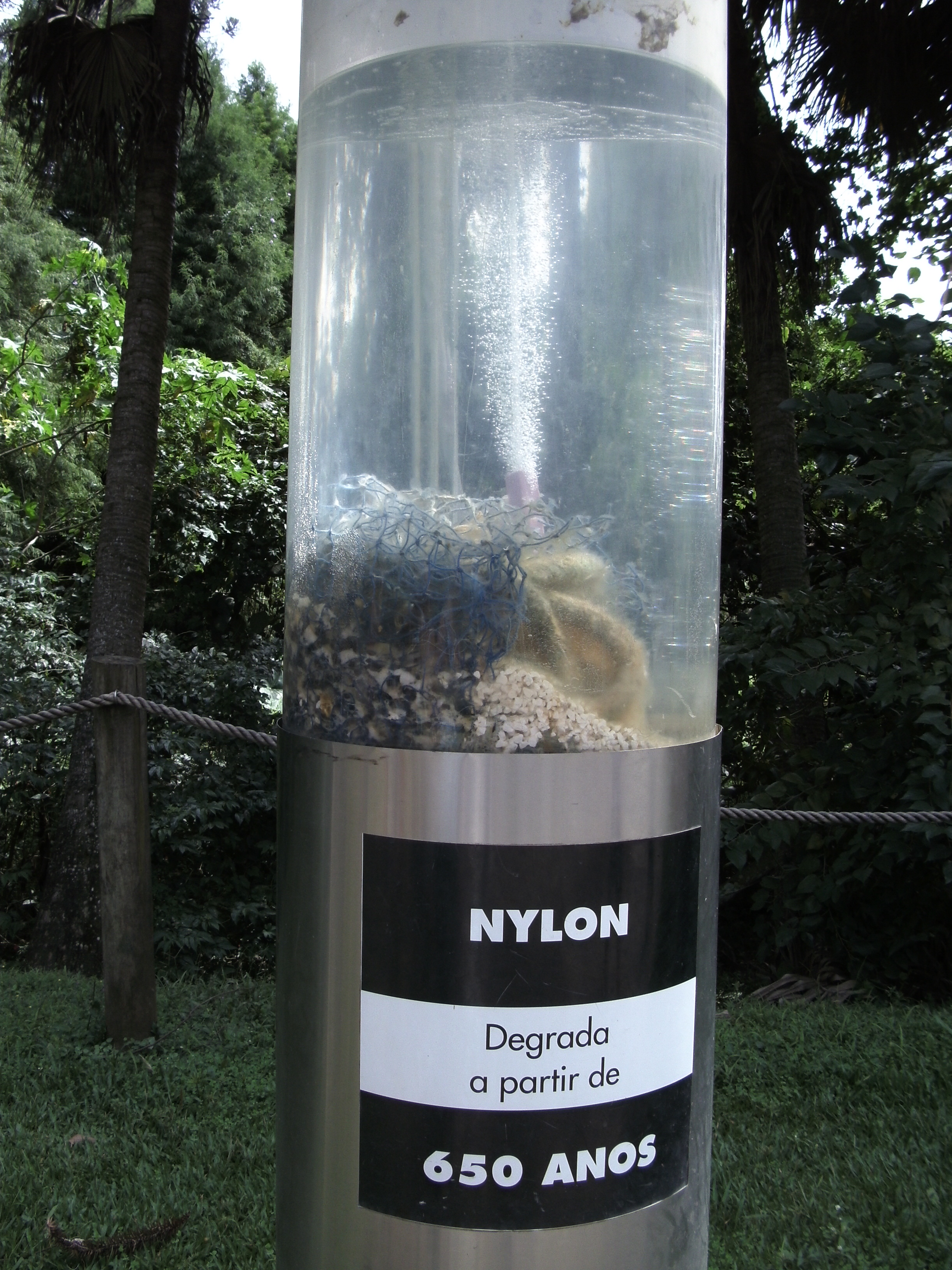
Nylon, cerca de 650 anos para se degradar

A produção de poliamida tem como subproduto água, ácido clorídrico e óxido Nitroso, um gás que atua no efeito estufa. Na produção do assento de automóveis peças de Poliamida contribuem em tornar o veículo mais leve, fazendo com que se economize combustível entretanto, por ser tecido sintético, pode causar alergias.
Apesar de se gastar mais energia em sua produção do que quando comparados à fibras naturais, as fibras sintéticas possuem menor desperdício nas cadeias de produção, sendo mais leves, resistentes e possuem maior durabilidade e facilidade de manutenção. Na produção de tecidos, os resíduos da fiação podem ser reutilizados na produção de plásticos porém, na produção se fibra de poliamida se é gasto aproximadamente 700 litros por quilo de material.
O náilon, se descartado em locais indevidos, pode ter forte impacto no meio ambiente, pois seu tempo de degradação é de cerca de 400 anos. Por ser muito utilizado na indústria pesqueira, muitos animais marinhos como tartaruga e golfinhos ficam presos em eventuais contatos com o material.
Em alguns locais do Brasil, a pesca de grande porte é proibida se utilizar redes de náilon, principalmente em épocas de piracema; sendo permitido apenas com cadastro no órgão ambiental realizar pescas por lazer ou recreação com o uso de anzol, chumbada, linha, vara, molinete e iscas.

### Reciclagem
Alguns materiais homólogos ao náilon, como o poliéster já tiveram sua versão de produção que não permitia a reciclagem da fibra produzida substituídas por versões finais do que permitissem a sua reciclagem há aproximadamente 20 anos, enquanto as versões recicláveis do Nylon só vieram a ser utilizadas nos últimos 5 anos.
O náilon não se decompõe facilmente e é estimado que este material represente cerca de 10% dos lixos do oceano, sendo que se é aproximado que cerca de 600 mil toneladas de equipamentos de pesca são despejados no oceano a cada ano e desse montante, o mais preocupante dos equipamentos são as redes feitas de náilon.
Não é comum a prática da reciclagem do material devido à sua viabilidade econômica uma vez que é muito mais barato fazer um produto novo do que passar o material pelo processo de limpeza e descontaminação exigidas para reutilização do náilon principalmente ocasionado pelo seu ponto de fusão acontecer em baixas temperaturas, diferentemente do vidro e do metal, que permite que as altas temperaturas eliminam os contaminantes, como materiais não recicláveis e bactérias.
Algumas empresas já fazem a reciclagem do material, seja coletando as redes do mar, tratando-o e o transformando-as em pranchas de skate ou então reaproveitando as cordas náilon dos instrumentos musicais. Outra alternativa sendo usada pelas empresas é o maior aproveitamento do material, utilizando os resíduos da produção em produtos que tenham uma vida útil mais longa dentro da economia,